# ФСБ.
„ФСБ.“ е осмият студиен албум на българската рок група ФСБ, издаден от продуцентска компания „Контрапункти“ цялостно на 6 май 2010 година.
Това е първият студиен албум на групата след 23 години, от времето на „Обичам те дотук“, издаден през 1987 година. Независимо от концертите на ФСБ през 2000 и 2007 година, издаването на антология от три компакт диска, компилациите „ФСБ – Балади“ и „ФСБ – Сингли“, както и преиздаването на албумите им на компакт диск, последният издаден оригинален максисингъл на ФСБ е от 1989 година.
Също така „ФСБ.“ е първият албум на ФСБ след смъртта на Петър Славов, който участва във всички записи на групата след нейния втори албум, ФСБ-II, издаден през 1979 година.  Това е и първият албум на ФСБ без Ивайло Крайчовски, след два студийни албума, редица сингли и множество концерти с него. По този начин ФСБ отново записва като трио, както в началото на своята кариера.
Първоначално „ФСБ.“ е обявен като най-дългият албум на групата. Създадени са 15 нови композиции, от които 14 на Румен Бояджиев и Константин Цеков по текстове на Живка Шопова и Даниела Кузманова и една на Стефан Кънев по текст на проф. Николай Кауфман („Не бързай, Слънчо“). Всички аранжименти са дело на Румен Бояджиев, Константин Цеков и Иван Лечев. Само една от 15-те песни е изпълнявана на концерт преди издаването на албума („Не бързай, Слънчо“).

## Звукозаписен процес и разпространение
Продуценти на албума са Румен Бояджиев и Константин Цеков, издател – „Контрапункти“. Продукцията се осъществява във Филмсаунд студио, София и OO audio, Калифорния. Към 17 юли 2009 Румен Бояджиев и Боби Борисов смесват и мастерират (от двете страни на океана, не без помощта на интернет). Целият процес на записване трае половин година.
Очаква се това да бъде първата българска продукция, която ще бъде издадена и като HD audio (96kHz/24b).
Въпреки че първоначалният план е албумът да съдържа 15 песни, на 28 април 2010 г. е издаден в съкратена версия от 10 песни. Първоначално „ФСБ.“ се разпространява единствено чрез новия официален сайт на групата в интернет (www.fsb.bg), като тегленето му е безплатно. На 1 май 2010 г. в официалния сайт на групата излиза информация, че албумът ще излезе на аудио носител и че може да бъде направена предварителна поръчка за закупуването му. На 6 май 2010 г. в официалния сайт излиза цялостната версия на албума, но само за слушане, без теглене, като съкратената версия продължава да се разпространява за теглене безплатно. На 20 април 2010 г. е официалното представяне на албума в София Лайв Клуб от 18:00 часа, а от 21 май 2010 г. започва официалното му разпространение. Първоначалният тираж на ФСБ. е 6000 броя диска.

## Списък на песните
1. „Параграф“ – 3:12 (музика: Румен Бояджиев и Константин Цеков; текст: Даниела Кузманова)
2. „Нищо не вземай с теб“ – 3:50 (музика: Румен Бояджиев и Константин Цеков; текст: Живка Шопова)
3. „Далече“ – 4:24 (музика: Румен Бояджиев и Константин Цеков; текст: Даниела Кузманова)
4. „Както преди“ – 3:39 (музика: Румен Бояджиев и Константин Цеков; текст: Живка Шопова)
5. „Изповед“ – 3:49 (музика: Румен Бояджиев и Константин Цеков; текст: Даниела Кузманова)
6. „Черти“ – 4:00 (музика: Румен Бояджиев и Константин Цеков; текст: Даниела Кузманова)
7. „Две“ – 3:40 (музика: Румен Бояджиев и Константин Цеков; текст: Живка Шопова)
8. „Няма“ – 3:319 (музика: Румен Бояджиев и Константин Цеков; текст: Живка Шопова)
9. „Ти не си от тук“ – 3:54 (музика: Румен Бояджиев и Константин Цеков; текст: Даниела Кузманова)
10. „Религия“ – 3:27 (музика: Румен Бояджиев и Константин Цеков; текст: Даниела Кузманова)
11. „Не бързай, Слънчо“ – 4:41 (музика: Стефан Кънев; текст: Николай Кауфман)
12. „На дъното“ – 4:06 (музика: Румен Бояджиев и Константин Цеков; текст: Живка Шопова)
13. „Навярно“ – 2:20 (музика: Румен Бояджиев и Константин Цеков; текст: Даниела Кузманова)
14. „А там не бяхме“ – 4:01 (музика: Румен Бояджиев и Константин Цеков; текст: Живка Шопова)
15. „Сам съм с вятъра“ (piano solo) – 1:01 (музика: Румен Бояджиев и Константин Цеков; инструментал)
16. „Сам съм с вятъра“ – 3:30 (музика: Румен Бояджиев и Константин Цеков; текст: Живка Шопова)

## Състав
- Румен Бояджиев – вокал, синтезатори, бас синт, ударни инструменти
- Константин Цеков – вокал, пиано, орган, клавишни, бас синт
- Иван Лечев – китара, цигулка